# Mathieu Blin
Pour les articles homonymes, voir Blin.

a Compétitions nationales et continentales officielles uniquement.

Mathieu Blin, né le 20 mai 1977 à Paris, est un joueur français de rugby à XV qui évolue au poste de talonneur. Il se reconvertit ensuite en tant qu'entraîneur.

## Biographie

### Carrière de joueur
Mathieu Blin dispute plus de 160 matchs du Championnat de France de rugby à XV et 43 matches de coupe d'Europe.
En 2005, il participe avec le Stade français à la finale de Coupe d'Europe face au Stade toulousain au Murrayfield Stadium à Édimbourg. Il est titularisé en première ligne avec Rodrigo Roncero et Pieter de Villiers puis remplacé par Benjamin Kayser à la 56e minute. À l'issue du temps réglementaire, les deux équipes sont à égalité, 12 à 12, mais les toulousains parviennent à s'imposer 12 à 18 à l'issue des prolongations.
En juin 2005, il est sélectionné avec les Barbarians français pour aller défier la Western Province à Stellenbosch en Afrique du Sud. Les Baa-Baas s'inclinent 22 à 20. En juin 2009, il participe à la tournée des Barbarians français en Argentine pour affronter le Rosario Invitación XV puis les Pumas,. Les Baa-Baas l'emportent 54 à 30 contre Rosario puis s'inclinent 32 à 18 contre l'Argentine à Buenos Aires. En novembre 2009, il est invité avec les Barbarians français pour jouer un match contre un XV de l'Europe FIRA-AER au Stade Roi Baudouin à Bruxelles. Ce match est organisé à l'occasion du 75e anniversaire de la FIRA – Association européenne de rugby. Les Baa-Baas l'emportent 26 à 39.
Il prend sa retraite de joueur lors de son dernier match face au Racing Métro 92 lors de la dernière journée du Top 14 2009-2010. La victoire du Stade français 41-17 est le premier match de l'équipe parisienne au stade Charléty pendant la rénovation du stade Jean-Bouin dont ils sont habituellement locataires.

### Reconversion après carrière
Elevé dans une famille de gauche « engagée », Mathieu Blin se forge au fil du temps une culture politique. Il rencontre Jean Glavany par le biais de son fils Mathieu avec qui il joue au rugby. En 2001, il s'engage publiquement en faveur du candidat socialiste, Bertrand Delanoë, à l'occasion de la campagne municipale parisienne. En 2002, il anime le côté sportif de la candidature de Lionel Jospin pour l'élection présidentielle. En 2005, il s'engage publiquement en faveur du Oui avant le référendum du 29 mai pour ou contre l'adoption de la Constitution européenne. En 2008, Mathieu Blin, ancien militant anti-FN, se porte candidat aux élections municipales à Paris sur la liste conduite par le maire sortant, Bertrand Delanoë. Il est plus précisément sur la liste du 15e arrondissement d'Anne Hidalgo. Il est élu au conseil municipal de cet arrondissement mais ne pouvant jamais siéger, il démissionne le 24 juin 2011.
En octobre 2010, il succède à Sylvain Deroeux au poste de président de Provale, le syndicat des joueurs professionnels français, il occupe ce poste jusqu'au 5 juin 2012. Durant cette période, il devient également consultant pour les chaînes du groupe Canal+ et rejoint notamment l'émission Les spécialistes rugby sur Canal+ Sport.
Le 16 mai 2012, il devient l'entraineur des avants du SU Agen, David Darricarrère s'occupant des arrières. Philippe Sella arrive la même année au club pour devenir Directeur sportif. Malgré la descente en Pro D2 en 2013, il est conservé au club et est promu Manager général. Sella reste directeur sportif, Jean-Jacques Crenca et Stéphane Prosper deviennent respectivement entraîneur des avants et entraîneur des arrières. Le club échoue en finale d'accession contre le Stade rochelais en 2014, mais prend sa revanche en 2015, en gagnant la finale contre le Stade montois 16 à 15. À partir du 1er juillet 2015, parallèlement à son poste de Manager général, il devient Directeur Exécutif de la SASP du club. En 2015-2016, le retour en Top 14 est difficile et le club ne parvient pas à se maintenir en première division, terminant 13e à l'issue de la saison. Le staff est tout de même conservé à l'exception de l'entraîneur des avants Jean-Jacques Crenca, remplacé par Mauricio Reggiardo. En décembre 2016, le président du SU Agen, Alain Tingaud, annonce le départ à la fin de la saison 2016-2017 de Mathieu Blin.
Après avoir quitté le SU Agen, il réintègre le groupe Canal+ en tant que consultant rugby pour participer au Late Rugby Club, au Canal Sports Club et commenter des matchs de Top 14 et Pro D2 sur Canal+ Sport.
En janvier 2020, il est nommé coordonnateur général du RC Suresnes, club altoséquanais de Fédérale 1. Les co-présidents lui confient la mission de « mettre en place une feuille de route visant à permettre au club francilien de poursuivre son développement tout en perpétuant son identité ». En mai, le club accepte de monter en Nationale, 3e division du rugby français nouvellement créée entre la Pro D2 et la Fédérale 1. De 2020 à 2022, il est directeur général du club.

## Bilan en tant qu'entraîneur
| Saison    | Club    | Division | Poste   | Classement                             | Coupe d'Europe | Challenge européen |
| --------- | ------- | -------- | ------- | -------------------------------------- | -------------- | ------------------ |
| 2012-2013 | SU Agen | Top 14   | Avants  | 13e                                    | -              | Éliminé en poule   |
| 2013-2014 | SU Agen | Pro D2   | Manager | 2e, éliminé en finale d'accession      | -              | -                  |
| 2014-2015 | SU Agen | Pro D2   | Manager | 4e, Vainqueur de la finale d'accession | -              | -                  |
| 2015-2016 | SU Agen | Top 14   | Manager | 13e                                    | -              | Éliminé en poule   |
| 2016-2017 | SU Agen | Pro D2   | Manager | 2e, Vainqueur de la finale d'accession | -              | -                  |

## Palmarès
- Championnat de France de première division :
  - Champion (4) : 2000, 2003, 2004 et  2007 (il se blesse en demi-finale et ne joue pas la finale)
  - Vice-champion (1) : 2005
- Coupe d'Europe : 
  - Finaliste (2) : 2001 et 2005
- Coupe Frantz Reichel : 
  - Vainqueur (1) : 1999

## Statistiques en équipe nationale
- Équipe de France : 
  - 1 convocation en 2002 (annulée pour cause de blessure)
- Équipe de France A :
  - 1 sélection en 2004-2005 (Irlande A)[réf. nécessaire]
  - 2 sélections (capitaine) en 2003-2004 (Italie A, Angleterre A), 1 essai[réf. nécessaire]
- Équipe de France universitaire[réf. nécessaire]
- Équipe de France UNSS[réf. nécessaire]